# Рак печінки
Рак печінки — злоякісна пухлина, яка формується в печінці. Рак, який поширився з інших місць на печінку, відомий як метастази в печінці, є більш поширеним, ніж той, що починається в печінці. Симптоми раку печінки можуть включати біль у правому боці під грудною кліткою, асцит, жовтяницю, втрату ваги, зниження апетиту та слабкість.
Частою причиною раку печінки є цироз внаслідок гепатиту В, гепатиту С або зловживання алкоголем. Інші причини включають афлатоксин, неалкогольний стеатогепатит. Найпоширенішим видом є гепатоцелюлярна карцинома, яка виникає найчастіше внаслідок гепатитів C і B. Становить до 80 % випадків раку печінки. Холангіокарцинома виникає з епітелію жовчних протоків, часто через опісторхоз і клонорхоз. Менш поширеними є муцинозно-кістозне новоутворення та інтрадуктальне папілярне біліарне новоутворення. Діагноз може бути підтверджений за допомогою аналізів крові та медичних зображень з підтвердженням біопсії тканини.
Профілактичні заходи містять в собі імунізацію проти гепатиту В і лікування осіб, вже інфікованих вірусами гепатиту B або C. Періодичне обстеження рекомендується хворим на хронічні захворювання печінки. Варіанти лікування можуть включати хірургічне втручання, хіміотерапію та променеву терапію. У певних випадках може застосовуватися абляційна терапія, емболізаційна терапія або трансплантація печінки.
Первинний рак печінки у світі є шостим за частотою діагностування раком (6 %) і другою провідною причиною смерті від раку (9 %). У 2018 році рак печінки був діагностований у 841 000 людей та призвів до загибелі 782 000 людей. У 2015 році 263 000 смертей від раку печінки були наслідком гепатиту В, 245 000 — від зловживання алкоголем та 167 000 — від гепатиту С. Найвищі показники раку печінки реєструються там, де поширені гепатити В та С, включаючи Азію та Субсахарську Африку. Чоловіки частіше уражаються гепатоцелюлярною карциномою, ніж жінки. Хвороба найчастіше зустрічається в людей, віком від 55 до 65 років. П'ятирічний рейтинг виживання становить 18 % у США.

## Клінічні прояви
Оскільки рак печінки є парасольковим терміном для багатьох видів раку, ознаки та симптоми залежать від того, яким є тип раку. Холангіокарцинома пов'язана з пітливістю, жовтяницею, болем у животі, втратою ваги та збільшенням печінки. Гепатоцелюлярна карцинома пов'язана зі зміною маси живота, болем у животі, блювотою, анемією, болями в спині, жовтяницею, сверблячкою, втратою ваги та гарячкою.

## Причини

### Вірусна інфекція

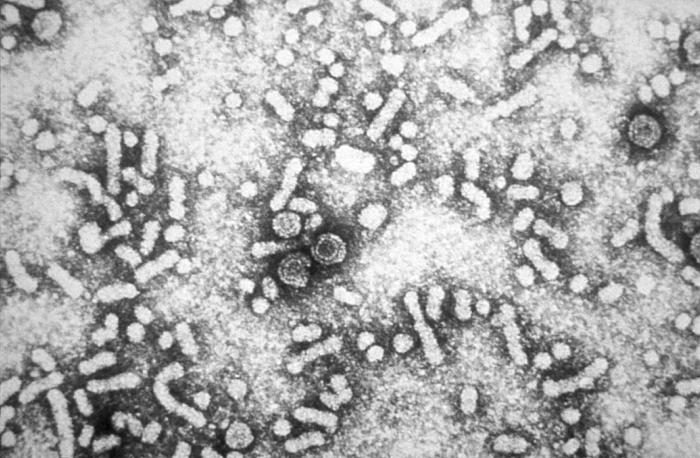
Ця електронна мікрографія показує вірус гепатиту В «Данські частинки» або віріони.

Вірусна інфекція або вірус гепатиту С, або вірус гепатиту В є головною причиною раку печінки на сьогодні, що становить 80 % гепатоцелюлярної карциноми. Віруси викликають гепатоцелюлярну карциному через те, що всередині печінки виникає масове запалення, фіброз та можливий цироз. Гепатоцелюлярна карцинома, як правило, виникає після цирозу, з річною захворюваністю у пацієнтів, інфікованих циротичним вірусом гепатиту С, що становить 1,7 %. Близько 5-10 % людей, які заражаються вірусом гепатиту В, стають хронічними носіями, і близько 30 % з них набувають хронічних захворювань печінки, що може призвести до виникнення гепатоцелюлярної карциноми. Інфекція гепатиту В також пов'язана з холангіокарциномою. Роль вірусів, відмінних від гепатиту С або гепатиту В, у раку печінки набагато менш зрозуміла, хоча є деякі докази того, що спільне зараження вірусом гепатиту С та вірусом гепатиту D може збільшити ризик виникнення гепатоцелюлярної карциноми.
Багато генетичних та епігенетичних змін утворюються в клітинах печінки під час інфекцій гепатиту С та гепатиту В, що є головним фактором при утворенні пухлин печінки. Віруси індукують злоякісні зміни в клітинах, змінюючи метилювання генів, впливаючи на експресію генів, сприяючи або пригнічуючи шляхи передачі клітинного сигналу. Роблячи це, віруси можуть перешкоджати клітинам зазнавати запрограмованої форми загибелі клітин (апоптоз) та сприяти реплікації вірусу та їх персистенції.
Гепатит В та гепатит С також індукують злоякісні зміни, викликаючи пошкодження ДНК та геномну нестабільність. Це створюється реактивними видами кисню, експресуються білками, які перешкоджають відновленню ферментів ДНК, а гепатит С викликає активацію мутаторного ферменту.

### Цироз

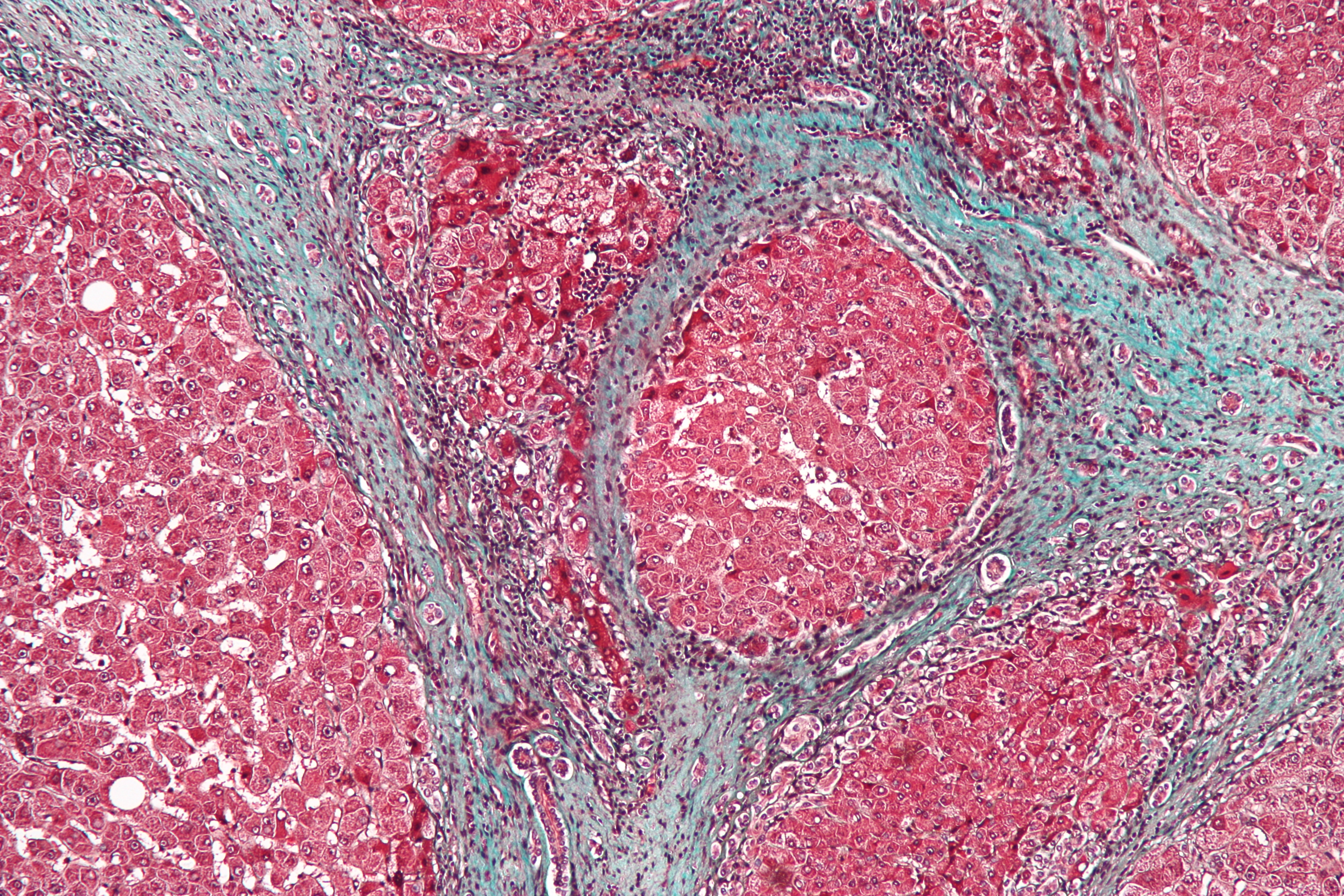
Мікрографія високого збільшення печінки при цирозі. Трихромне пляма. Найпоширенішою причиною виникнення цирозу в західному світі є зловживання алкоголем — причина цирозу в даному випадку.

Окрім вірусного цирозу, описаного вище, інші причини цирозу можуть призвести до гепатоцелюлярної карциноми. Споживання алкоголю співвідноситься з ризиком виникнення гепатоцелюлярної карциноми, і ризик набагато більший в осіб з алкогольною індукцією цирозу печінки. Існує кілька розладів, які, як відомо, викликають цироз і призводять до раку, включаючи спадковий гемохроматоз та первинний біліарний цироз.

### Афлатоксин
Вплив афлатоксину може призвести до розвитку гепатоцелюлярної карциноми. Афлатоксини — це група хімічних речовин, що виробляються грибами Aspergillus flavus (назва походить від A. flavus токсину) та A. parasiticus. Забруднення їжею грибами призводить до потрапляння в організм дуже токсичних для печінки хімічних речовин. Поширеними харчовими продуктами, які є забрудненими токсинами — це крупи, арахіс та інші овочі. Забруднення їжі поширене в Африці, Південно-Східній Азії та Китаї. Одночасне зараження ВГВ та опроміненням афлатоксином збільшує ризик раку печінки більш ніж утричі, ніж спостерігається у людей, інфікованих ВГВ, без впливу афлатоксином. Механізм, за допомогою якого афлатоксини викликають рак, відбувається через мутації та епігенетичні зміни. Афлатоксини індукують спектр мутацій включаючи дуже часту мутацію в генному супресорі пухлини p53. Мутація p53, імовірно, спільно з іншими мутаціями, спричиненими афлатоксином, та епігенетичними змінами, ймовірно, є частою причиною канцерогенезу, спричиненого афлатоксином.

### Інші причини у дорослих
- Диспластичні вузли високого ступеня є передраковими ураженнями печінки. Протягом двох років існує ризик виникнення раку, що виникає внаслідок цих вузликів, на 30-40 %.[22]
- Ожиріння стало важливим фактором ризику, оскільки може призвести до стеатогепатиту.[12][23]
- Діабет збільшує ризик виникнення гепатоцелюлярної карциноми.
- Куріння збільшує ризик виникнення гепатоцелюлярної карциноми, порівняно з не курцями та колишніми курцями.
- У людей з первинним склерозуючим холангітом існує близько 5-10 % ризику холангіокарциноми протягом життя.[24]
- Інфекція печінкового грипу збільшує ризик виникнення холангіокарциноми, Таїланд має особливо високі показники раку печінки.[25]

### Діти
Підвищений ризик раку печінки у дітей може бути спричинений синдромом Беквіта-Відемана (пов'язаним з гепатобластомою), сімейним аденоматозним поліпозом (асоційованим з гепатобластомою), низькою вагою при народженні (пов'язаною з гепатобластомою), Прогресуючий сімейний внутрішньопечінковий холестаз (асоційований з гепатоцелюлярною карциномою.) та трисомія 18 (пов'язаний з гепатобластомою).

## Діагностика
Багато способів візуалізації використовуються для діагностики первинного раку печінки. Для гепатоцелюлярної карциноми вони включають сонографію (УЗД), комп'ютерну томографію (КТ) та магнітно-резонансну томографію (МРТ). При візуалізації печінки за допомогою ультразвуку розмір більше 2 см має більше ніж 95 % шанс бути гепатоцелюлярною карциномою. Більшість холангіокарцими зустрічаються в області холодного відділу печінки і часто є непрохідністю жовчних проток. Якщо причина непрохідності є підозрою на злоякісну, застосовують ендоскопічну ретроградну холангіопанкреатографію, УЗД, КТ, МРТ та магнітно-резонансну холангіопанкреатографію.
Пухлинні маркери, хімічні речовини, які іноді виявляються в крові людей, хворих на рак, можуть бути корисними для діагностики та моніторингу перебігу раку печінки. Високий рівень альфа-фетопротеїну (АФП) в крові можна виявити у багатьох випадках гепатоцелюлярної карциноми та внутрішньопечінкової холангіокарциноми. Холангіокарциному можна виявити за допомогою таких часто використовуваних пухлинних маркерів: вуглеводного антигену 19-9, карциноембріонального антигену та ракового антигену 125. Ці пухлинні маркери виявляються при первинних раках печінки, а також при інших ракових захворюваннях (іноді й при доброякісних пухлинах печінки) та деяких інших порушеннях.

### Класифікація
Найчастішим раком печінки, який становить приблизно 75 % усіх первинних ракових захворювань печінки, є гепатоцелюлярна карцинома (також названа гепатомою, що є неправильним явищем, оскільки аденоми зазвичай доброякісні). Гепатоцелюлярна карцинома — рак, утворений клітинами печінки, відомими як гепатоцити, які стають злоякісними. Ще одним типом раку, що утворюється клітинами печінки, є гепатобластома, яка спеціально утворюється незрілими клітинами печінки. Це рідкісна злоякісна пухлина, яка розвивається в першу чергу у дітей, і на неї припадає приблизно 1 % усіх онкологічних захворювань у дітей та 79 % усіх первинних ракових захворювань печінки у віці до 15 років. Більшість гепатобластоми утворюють у правій частці.
Рак печінки може також виходити з інших структур всередині печінки, таких як жовчні протоки, кровоносні судини та імунні клітини. Рак жовчних проток (холангіокарцинома та холангіоцелюлярна цистаденокарцинома) становить приблизно 6 % первинних ракових захворювань печінки. Існує також варіант типу гепатоцелюлярна карцинома, який складається як з гепатоцелюлярна карцинома, так і з холангіокарциноми. Пухлини судин (ангіосаркома і гемангіоендотеліома), ембріональна саркома і фібросаркома виробляються з типу сполучної тканини, відомої як мезенхіма. Рак, що утворюється з м'язів печінки, — лейоміосаркома і рабдоміосаркома. Інші менш поширені ракові захворювання печінки включають карциносаркоми, тератоми, пухлини жовткового мішка, карциноїдні пухлини та лімфоми. У лімфом зазвичай є дифузна інфільтрація до печінки, але вона також може утворювати печінкову масу в рідкісних випадках.
Багато ракових захворювань, виявлених у печінці, не є справжніми раками печінки, а є раками з інших ділянок в організмі, які поширилися на печінку (відомі як метастази). Найчастіше місцем виникнення є шлунково-кишковий тракт, оскільки печінка близька до багатьох цих метаболічно активних, багатих кров'ю органів поруч із судинами та лімфатичними вузлами (такі як рак підшлункової залози, рак шлунка, рак товстої кишки та карциноїдні пухлини переважно апендикс), а також від раку молочної залози, раку яєчників, раку легенів, раку нирок, раку передміхурової залози.

## Профілактика
Профілактику раку можна розділити на первинну, вторинну та третинну профілактику. Первинна профілактика запобігає зменшенню впливу ризику раку печінки. Однією з найуспішніших первинних профілактик раку печінки є вакцинація проти гепатиту В. Вакцинація проти вірусу гепатиту С наразі недоступна. Інші форми первинної профілактики спрямовані на обмеження передачі цих вірусів шляхом сприяння безпечній практиці ін'єкцій, скринінгу продуктів здачі крові та скринінгу безсимптомних осіб високого ризику. Вплив афлатоксину можна уникнути після врожаю після збирання врожаю для відлякування цвілі, що було ефективно на заході Африки. Зменшення зловживання алкоголем, ожиріння та діабет також знизили б рівень раку печінки. Контроль дієти при гемохроматозі може зменшити ризик перевантаження залізом, знизивши ризик раку.
Вторинна профілактика включає як вилікування збудника, що бере участь у формуванні раку (канцерогенез), так і запобігання канцерогенезу, якщо це неможливо. Вилікувати людей, заражених вірусом, неможливо, але лікування противірусними препаратами, такими як інтерферон, може знизити ризик раку печінки. Хлорофілін може потенційно зменшувати ефекти афлатоксину.
Третинна профілактика включає лікування, щоб запобігти рецидиву раку печінки. Сюди входить використання хіміотерапевтичних препаратів та противірусних препаратів.

## Лікування

### Гепатоцелюлярна карцинома

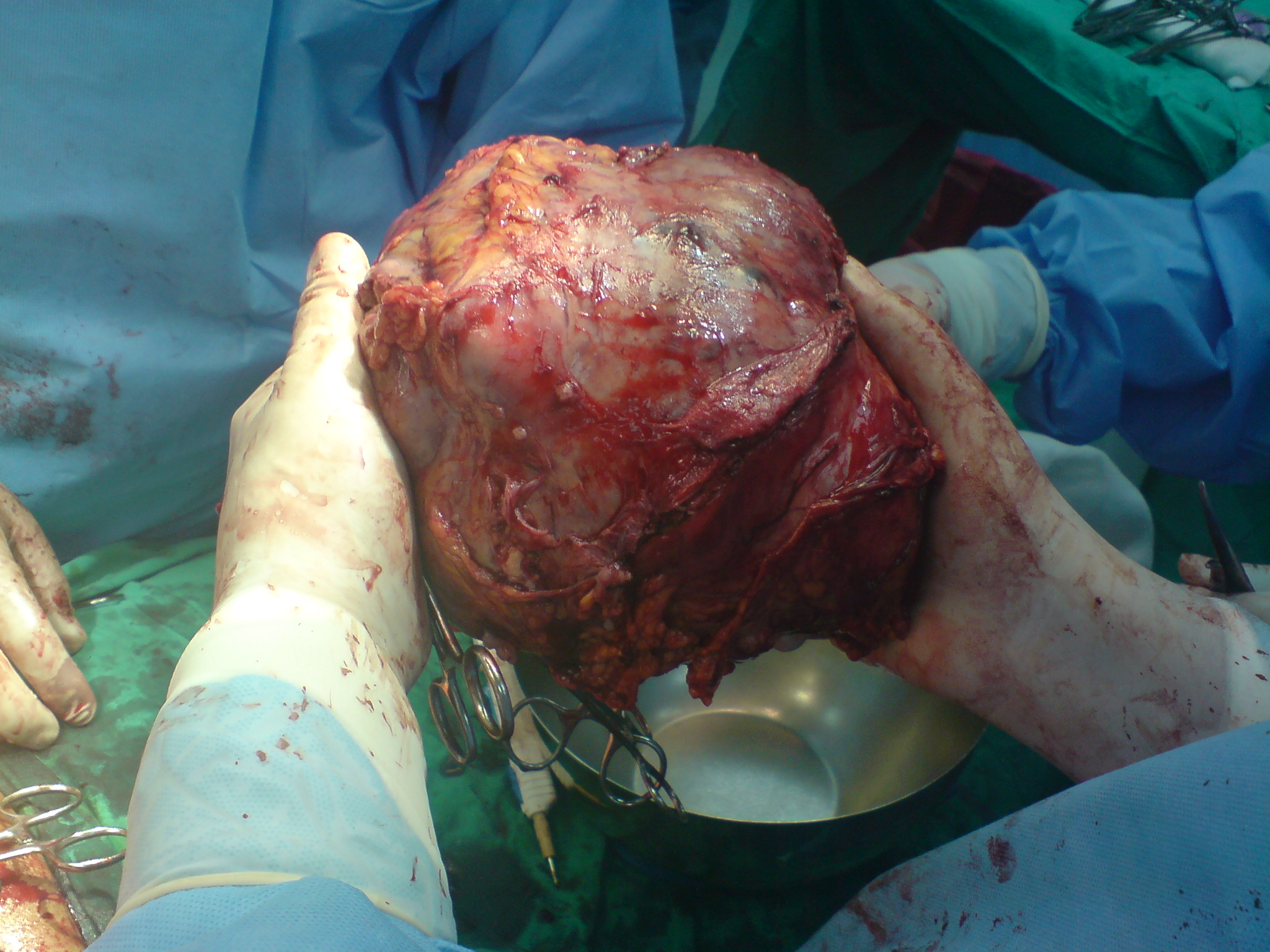
Пухлина печінки лівої частки у 50-річного чоловіка, оперована в медичному комплексі Кінга Сауда, Ер-Ріяд, Саудівська Аравія

Часткова хірургічна резекція є оптимальним лікуванням гепатоцелюлярної карциноми (гепатоцелюлярна карцинома), коли пацієнти мають достатній запас функції печінки. Підвищений ризик виникнення ускладнень, таких як печінкова недостатність, може виникнути при резекції циротичних (тобто менш оптимальних функціональних) печінок. 5-річна виживаність після резекції значно покращилася за останні кілька десятиліть і зараз може перевищувати 50 %. Однак частота рецидивів після резекції може перевищувати 70 %, чи то через поширення початкової пухлини або утворення нових пухлин. Трансплантація печінки також може бути розглянута у випадках ГХК, коли ця форма лікування може бути перенесена і пухлина відповідає конкретним критеріям (наприклад, міланським критеріям). Як правило, пацієнти, які розглядаються за трансплантацію печінки, мають множинні ураження печінки, важку основну дисфункцію печінки або те і інше. Менш ніж 30-40 % людей з ХСК мають право на операцію та трансплантацію, оскільки рак часто виявляється на пізній стадії. Крім того, гепатоцелюлярна карцинома може прогресувати під час очікування трансплантації печінки, що може запобігти пересадці через суворі критерії.
Черезшкірна абляція — єдине нехірургічне лікування, яке може запропонувати. Існує багато форм черезшкірної абляції, які складаються з введення хімічних речовин у печінку (етанол або оцтова кислота) або з утворенням крайніх температур за допомогою радіочастотної абляції, мікрохвильових печей, лазерів або кріотерапії. З них радіочастотна абляція має одну з найкращих репутацій у гепатоцелюлярна карцинома, але обмеження включають неможливість лікування пухлин, близьких до інших органів та кровоносних судин, через тепловіддачу та ефект тепловідведення відповідно. Крім того, довгострокові результати процедур черезшкірної абляції для гепатоцелюлярної карциноми недостатньо вивчені. Взагалі, хірургічна операція є кращим способом лікування, коли це можливо.
Системні хіміотерапевтичні засоби не застосовуються звичайно в гепатоцелюлярна карцинома, хоча місцева хіміотерапія може застосовуватися в процедурі, відомій як трансартеріальна хіміоемболізація. У цій процедурі вводять цитотоксичні препарати, такі як доксорубіцин або цисплатин з ліпіодолом, а артерії, що постачають печінку, блокуються желатиновою губкою або іншими частинками. Оскільки більшість системних препаратів не мають ефективності в лікуванні гепатоцелюлярна карцинома, дослідження молекулярних шляхів, що беруть участь у виробництві раку печінки, виробляли сорафеніб — препарат цільової терапії, який запобігає проліферації клітин та росту клітин крові. Сорафеніб отримав схвалення FDA для лікування запущеної гепатоцелюлярної карциноми в листопаді 2007 року. Цей препарат забезпечує перевагу виживання для передових гепатоцелюлярна карцинома.
Променева терапія не часто застосовується при ГХК, оскільки печінка не толерантна до радіації. Хоча за допомогою сучасних технологій можна забезпечити добре націлене випромінювання пухлини, мінімізуючи дозу для решти печінки. Подвійне лікування променевою терапією плюс хіміоемболізація, місцева хіміотерапія, системна хіміотерапія або препарати цільової терапії можуть виявити користь лише від променевої терапії.

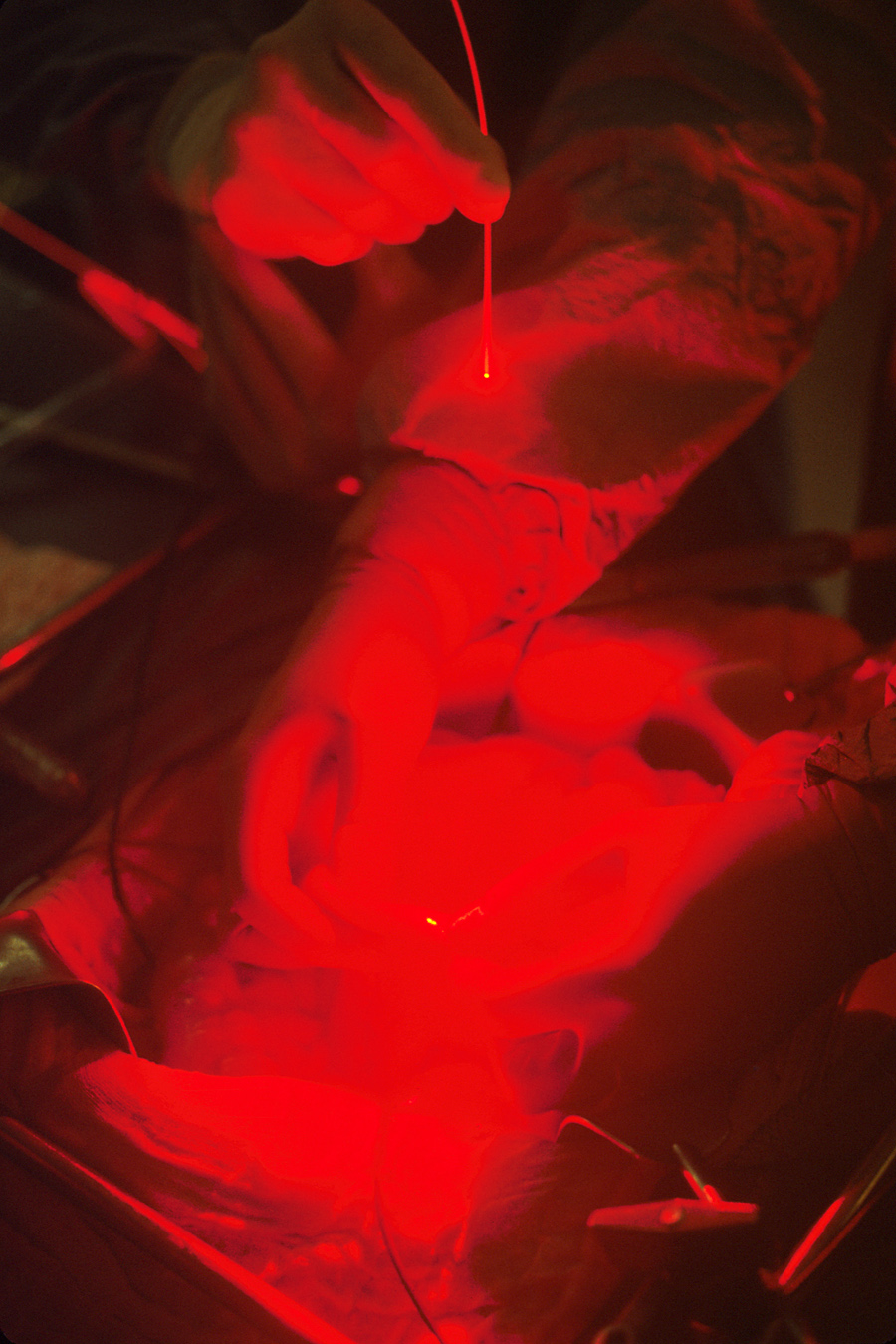
Хірург, що проводить фотодинамічну терапію

### Холангіокарцинома
Резекція є варіантом при холангіокарциномі, але менше 30 % випадків холангіокарциноми піддаються діагностиці. Після операції частота рецидивів становить до 60 %. Трансплантацію печінки можна застосовувати там, де часткова резекція не є можливою, а хіміопромененість додаткової речовини може спричинити користь у деяких випадках.
60 % холангіокарциноми утворюються в перигілярній області, і фотодинамічна терапія може бути використана для поліпшення якості життя та часу виживання в цих нерозбірливих випадках. Фотодинамічна терапія — це нове лікування, яке використовує молекули, що активуються світлом, для лікування пухлини. Сполуки активуються в області пухлини лазерним світлом, що викликає виділення токсичних речовин реактивного кисню, вбиваючи пухлинні клітини.
Системні хіміотерапії, такі як гемцитабін та цисплатин, іноді застосовуються в неоперабельних випадках холангіокарциноми.
Радіочастотна абляція, трансартеріальна хіміоемболізація та внутрішня променева терапія (брахітерапія) демонструють перспективність у лікуванні холангіокарциноми.
Променева терапія може застосовуватися в допоміжних умовах або для паліативного лікування холангіокарциноми.

### Гепатобластома
Видалення пухлини шляхом хірургічної резекції або трансплантації печінки можна використовувати при лікуванні гепатобластоми. У деяких випадках операція може запропонувати ліки. Хіміотерапія може застосовуватися до і після операції та трансплантації.
Для системного лікування гепатобластоми застосовують хіміотерапію, включаючи цисплатин, вінкристин, циклофосфамід та доксорубіцин. З цих препаратів цисплатин, здається, є найбільш ефективним.

## Епідеміологія

Смерть від раку печінки на мільйон осіб у 2012 році

В усьому світі Станом на  2010 рак печінки призвів до смерті 754 000 людей, порівняно з 460 000 у 1990 році, що робить його третьою провідною причиною смерті від раку після раку легенів і шлунку. У 2012 році він представляв 7 % діагностованих онкологічних захворювань у чоловіків, 5-й за найбільш часто діагностованим раком цього року. З цих смертей 340 000 були вторинними від гепатиту В, 196 000 були вторинними від гепатиту С, а 150 000 — вторинними від алкоголю. Гепатоцелюлярна карцинома, найпоширеніша форма раку печінки, демонструє неймовірне географічне поширення. У Китаї 50 % випадків гепатоцелюлярної карциноми в усьому світі, і понад 80 % від загальної кількості випадків трапляється в Субсахарській Африці або в Східній Азії через вірус гепатиту В. Холангіокарцинома також має значне географічне поширення, в Таїланді найвищі показники в усьому світі через наявність печінкового грипу.

### Індія
Кількість нових випадків гепатоцелюлярної карциноми на рік в Індії у чоловіків становить близько 4,1, а у жінок — 1,2 на 100 000. Зазвичай він зустрічається у віці від 40 до 70 років.

### Велика Британія
Рак печінки — це вісімнадцятий найпоширеніший рак у Великій Британії (у 2011 р. У Великій Британії діагностували близько 4 300 людей), і це дванадцята найпоширеніша причина смерті від раку (від цієї хвороби у 2012 році померло близько 4500 осіб).

### Сполучені Штати Америки
Рівень смертності від раку печінки для дорослих у віці від 25 років збільшився на 43 відсотки з 7,2 на 100 000 стандартного населення США у 2000 році до 10,3 у 2016 році. Рівень смертності від раку печінки збільшився на 43 відсотки з 10,5 у 2000 році до 15,0 у 2016 році для чоловіків і на 40 відсотків з 4,5 до 6,3 для жінок. Коефіцієнт смертності серед чоловіків був упродовж цього періоду від 2,0 до 2,5 разів.

## Дослідження
Гепкортеспенлізимут-L — це пероральна імунотерапія, яка проходить фазу 3 клінічного випробування на гепатоцелюлярна карцинома.